# Панакеја
У грчкој митологији, Панакеја (грчки Πανάκεια) је богиња лечења. Она је ћерка Асклепија и Епионе (или Лампетије).
Панакеја и њене сестре су свака имала дар свака за по једну од Аполонових вештина: Панакеја је била богиња лечења, Јасо је била богиња оздрављења, Хигиеја је била богиња превенције болести, Акесо је била богиња опоравка, а Егла је била богиња природне лепоте.
Панакеја је имала и четири брата – Полидарија, једног од двојице краљева Трике, који је био талентован за дијагностику, Махаона, другог краља Трике, који је био хирург (њих двојица су учествовала у Тројанском рату док Махаона није убила Пентесилеја, краљица амазонки); Телесфорус је посветио свој живот служби Асклепију; а Арат, њен полубрат, је био грчки херој и заштитник/ослободилац Сикиона. 
За Панакеју се говорило да је поседовала напитак помоћу кога је лечила болесне. Ово одговара концепту панакеје у медицини. 
Река у Тракији/Мезији је названа по овој богињи, и данас је позната по имену Панега.